# Domingos Rafael Merino Mexuto
Domingos Rafael Merino Mexuto   (la Corunya, 21 de juny de 1939 - la Corunya, 31 de gener de 2018) va ser el primer batlle que va tenir la ciutat de La Corunya després de l'aprovació de la Constitució de 1978. També va ser diputat en el Parlament de Galícia en diverses legislatures.
Va néixer a La Corunya el 21 de juny de 1939. En els anys 70 va començar la seva carrera política en el PSG, encapçalant la llista d'Unitat Gallega per a les eleccions municipals del 3 d'abril de 1979 a La Corunya. Unitat Gallega va obtenir 5 regidors, un menys que el PSdeG-PSOE, però va sortir elegit a canvi del suport de UG als candidats socialistes a Vigo i Ferrol.
Es va mantenir en aquest càrrec fins al març de 1981, deixant-lo després d'una moció de censura que va posar la batllia en mans d'UCD. Després de la integració de UG en el BNG va abandonar el 1983 el PSG, liderant l'escissió que el 1984 es va fusionar amb Esquerda Galega en el PSG-EG. Va arribar a ser-ne secretari general i diputat en el Parlament Gallec durant la tercera legislatura (des de l'octubre de 1991.
A principis dels 90 es va impulsar, en part des del PSG-EG, una nova formació també amb el nom de Unidade Galega (Unitat Gallega), però després dels mals resultats en les eleccions generals i autonòmiques de 1993 en Merino es va integrar amb aquesta formació en el BNG. Per aquest partit va tornar a ser diputat en el Parlament Gallec durant la cinquena i sisena legislatura.